# Cleve Livingston
John Cleve Livingston (født 24. maj 1947 i Los Angeles, Californien, USA) er en amerikansk tidligere roer, bror til Mike Livingston.
Livingston var med i USA's otter, der vandt sølv ved OL 1972 i München. Amerikanerne blev i finalen kun besejret af guldvinderne fra New Zealand, mens bronzemedaljen gik til Østtyskland. Den øvrige besætning i amerikanernes båd var Lawrence Terry, Franklin Hobbs, Tim Mickelson, Pete Raymond, Bill Hobbs, Gene Clapp, Mike Livingston og styrmand Paul Hoffman. Livingston var også med i otteren ved OL 1968 i Mexico City, hvor amerikanerne sluttede på 6. pladsen.
Livingston var, ligesom flere andre medlemmer af den amerikanske otter ved OL 1972, studerende på Harvard University.

## OL-medaljer
- 1972:  Sølv i otter